# Vinícius Silva Lopes Souto
Vinícius Silva Lopes Souto, meglio noto come Vinícius Lopes (Brasilia, 29 gennaio 1988), è un calciatore brasiliano, attaccante del Masafi Club.

## Carriera
Nel 2008 è approdato nella seconda serie svedese, all'Häcken, in prestito dai brasiliani del Cruzeiro. Con cinque reti in 24 partite, ha contribuito alla promozione dei gialloneri in Allsvenskan, giocando così nel massimo campionato locale sia nel 2009 che nel 2010.
Dopo una breve parentesi in Corea del Sud, ha iniziato un lungo percorso in Medio Oriente che lo ha visto vestire le maglie di numerose squadre tra Kuwait, Emirati Arabi Uniti e Qatar.